# Witte breedscheenjuffer
De witte breedscheenjuffer (Platycnemis latipes) is een libellensoort uit de familie van de Breedscheenjuffers (Platycnemididae), onderorde juffers (Zygoptera).
De soort staat op de Rode Lijst van de IUCN als niet bedreigd, beoordelingsjaar 2009, de trend van de populatie is volgens de IUCN stabiel. De witte breedscheenjuffer komt voor in Portugal, Spanje en Frankrijk.
De wetenschappelijke naam van de soort is voor het eerst geldig gepubliceerd in 1842 door Rambur.